# Douglas DC-6
O Douglas DC-6 é um avião quadrimotor com motores radiais fabricado pela Douglas Aircraft Company, entre 1946 a 1958.
Pretendido originalmente como um avião militar perto do fim da Segunda Guerra Mundial, foi modificado para avião civil após o conflito para competir com o Lockheed Super Constelation no mercado de transporte de longo alcance. Mais de 700 foram construídos e muitos voam até hoje como cargueiros, nas Forças Armadas, e no controle de incêndios a florestas.
O DC-6 foi feito batizado como C-118 Liftmaster no serviço da Força Aérea dos Estados Unidos da América, e como o R6D no serviço da Marinha dos Estados Unidos da América.

## Projeto e desenvolvimento
O projeto DC-6 nasceu em 1944, como o XC-112 para as Forças Aéreas do Exército dos Estados Unidos. As Forças Aéreas pretendiam uma versão aumentada e pressurizada do C-54 (com a influência do C-4 sendo visualizada no DC-6), com motores aperfeiçoados. Contudo, na altura em que o XC-112 voou pela primeira vez, a Segunda Guerra Mundial já tinha acabado e a Força Aérea deixou cair o seu pedido.
A Douglas converteu então, o seu protótipo num transporte civil (redesignado YC-112A, qual tinha diferenças significativas em relação aos subsequentes DC-6 de produção) e entregou o primeiro DC-6 de produção em Março de 1947. Contudo, uma série de misteriosos incêndios durante o voo (incluindo uma queda de uma aeronave da United Airlines) colocaram em terra toda a frota de DC-6. Depois de descoberta a causa, todos os DC-6 foram modificados de modo a corrigir-se o problema, voltando a frota a voar ao fim de quatro meses no solo.
A Pan Am usou aeronaves DC-6 na inauguração dos seus voos transatlânticos em classe turística, iniciados em 1952.
Em 1 de Novembro de 1955 uma bomba explodiu a bordo de um DC-6 da United Airlines matando 44 pessoas sobre Longmont nos Estados Unidos.
A Força Aérea dos Estados Unidos passou a utilizar um versão do DC-6, denominada C-118 Liftmaster entre 1957 e 1975.

## No Brasil
O Douglas DC-6 foi utilizado pela Panair do Brasil nas décadas de 50 e, começo, da década de 60, em seus voos internacionais, até a chegada definitiva dos novos e modernos aviões a jato Douglas DC-8.

## Versões
- DC-6: versão básica inicial;
- DC-6A: versão com maior capacidade, com maior autonomia e com uma porta de grandes dimensões, projectada para o transporte de carga;
- DC-6B: versão com as características do DC-6A mas projetada para o transporte de passageiros;
- DC-6C: versão convertível, semelhante às versões A e B, mas com capacidade tanto para carga como para passageiros;
- C-118: versão militar do DC-6A para a United States Air Force;[2][3]
- VC-118: versão de transporte presidencial do C-118;[8]
- R6D: versão militar para a United States Navy[2][3]

Uma versão aperfeiçoada do DC-6B deu origem ao Douglas DC-7.

## Operadores

### Operadores actuais
- Reino Unido: Atlantic Airlines

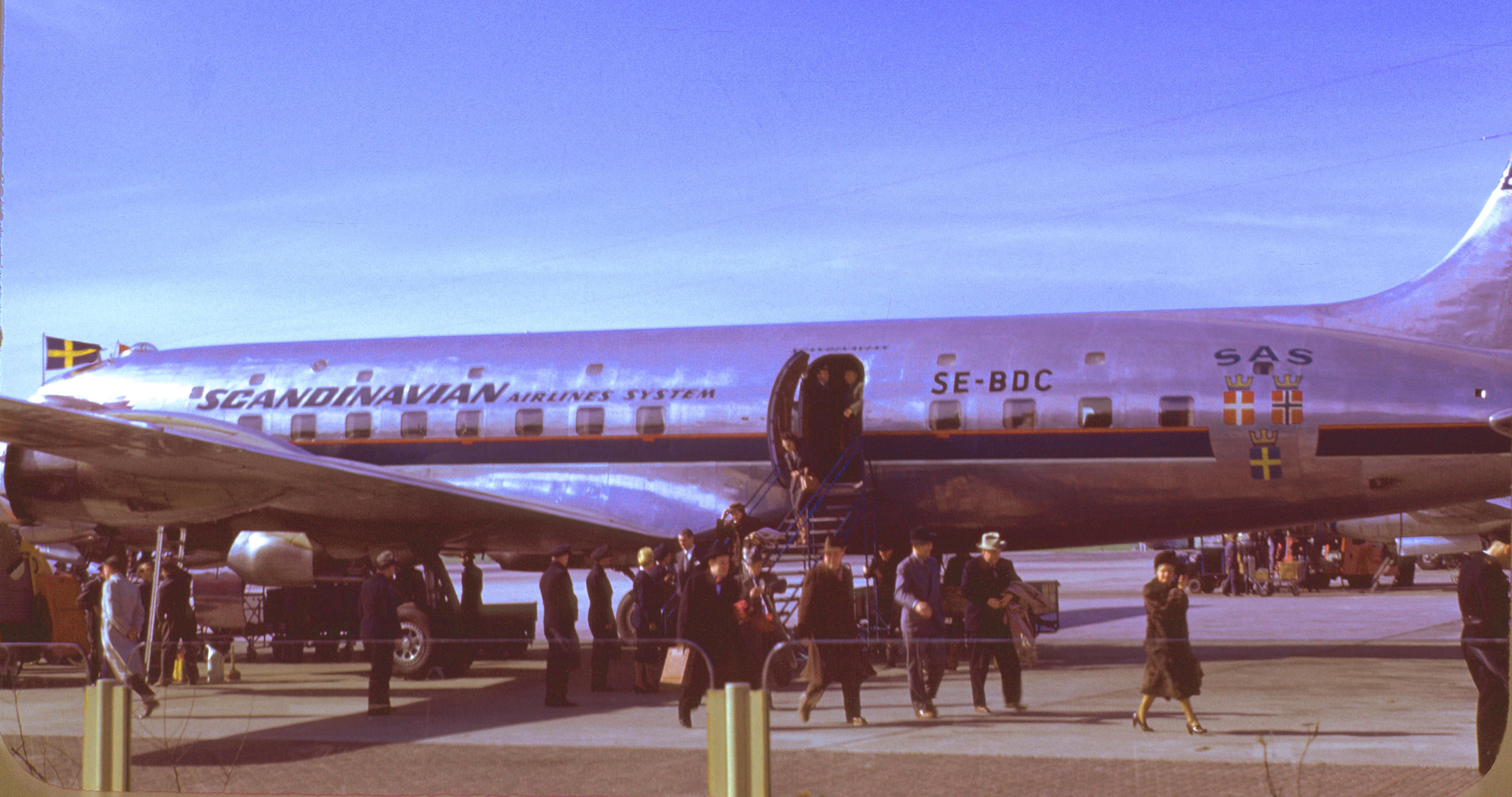
Passageiros desembarcando de um DC-6 da SAS.

- Estados Unidos: Air Cargo Express, Everts Air Cargo[3], Northern Air Cargo

Além destes, ainda existem alguns DC-6 ao serviço de pequenas transportadoras aéreas na América do Sul.

### Operadores históricos civis
- Argentina: Aerolíneas Argentinas
- Bélgica: Sabena[3], Delta Air Transport[9]
- Brasil: Panair do Brasil, VASP, Lóide Aéreo Nacional
- Canadá: Canadian Pacific Air Lines
- Ilhas Cayman: Transocean
- Chile: LAN Chile
- El Salvador: TEAL
- Estados Unidos: Alaska Airlines, American Airlines[10], Great Lakes Airlines, Capital Airlines, Hawaiian Airlines, Mackey Airlines, National Airlines, Northeast Airlines, Northwest Airlines[11], Pan American World Airways[6], Trans American Airlines, United Airlines[3][7][10], Western Airlines
- Filipinas: Philippine Airlines[12]
- Grécia: Olympic Airways[13]
- Guatemala: Aviateca
- Gronelândia: Greenlandair[9]
- Iêmen: Yemen Airlines[9]
- Irã: Iran Air
- Itália: Alitalia
- Iugoslávia: JAT - Jugoslovenski Aero Transport[14], Adria Airways
- Japão: Japan Airlines[3]
- México: Mexicana
- Nova Zelândia: TEAL
- Países Baixos: KLM[5]
- Portugal: TAP, SATA[15], TAIP
- Suécia: Transair[13], SAS[13]
- Vietnã: Air Vietnam

### Operadores históricos militares

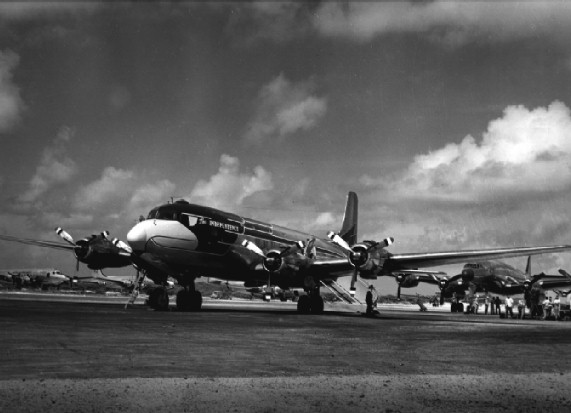
O The Independence, Avião presidencial de Harry Truman.

- Alemanha
- Argentina
- Bélgica
- Bolívia
- Brasil
- Chile
- Colômbia
- Coreia do Sul
- Equador
- El Salvador
- Estados Unidos[2][8]
- França
- Guatemala
- Honduras
- Itália
- Iugoslávia
- México
- Nova Zelândia
- Paraguai
- Peru
- Portugal[15]
- Taiwan
- Vietnã
- Zâmbia[14]